# Viaje a Babel (Star Trek: La serie original)
"Viaje a Babel" es el décimo episodio de la segunda temporada de Star Trek: La serie original. Es el episodio número 39 en ser transmitido y el número 44 en ser producido, y fue transmitido por primera vez el 17 de noviembre de 1967 durante la segunda temporada de la serie. Fue repetido el 5 de julio de 1968. Fue escrito por D. C. Fontana y dirigido por Joseph Pevney.
En este episodio hacen su primera aparición los personajes de Sarek y Amanda, los padres del sr. Spock. Es el segundo episodio desde el episodio Tiempo de amok en el que utiliza el Saludo vulcano
Resumen: El Enterprise debe transportar a unos dignatarios a una conferencia de paz, pero entre ellos hay un asesino que desea que esta conferencia fracase.

## Trama
En la fecha estelar 3842.3, la nave espacial USS Enterprise, bajo el mando del capitán James T. Kirk, está transportando a embajadores de la Federación a la Conferencia de Babel para discutir la admisión en la Federación del sistema Coridano. Este sistema es la fuente principal de cristales de dilitio pero al mismo tiempo tiene poca población y se encuentra desprotegido. Los derechos mineros son disputados por especies bélicas quienes tienen fuertes razones para mantener a Coridan fuera de la Federación.
El embajador Sarek de Vulcano aborda la nave junto a su esposa humana Amanda quienes, para sorpresa del capitán Kirk, son los padres del sr. Spock. Kirk queda visiblemente sorprendido también por la fría atención de Sarek con respecto a su propio hijo, aparentemente debido a que Spock escogió dedicar su vida a la Flota Estelar en vez de a la Academia de Ciencias de Vulcano, contra los deseos de Sarek.
Las negociaciones formales se llevarán a cabo en un planeta neutral llamado Babel, pero los movimiento diplomáticos preliminares comienzan a bordo del Enterprise. El tema es polémico y el embajador Tellarita, Gav, exige conocer la posición de Sarek. Presionado para responder, Sarek implica transparentemente que los tellaritas desean mantener a Coridan fuera de la Federación para que puedan seguir saqueando el dilitio. Gav se ofende por esta acusación y la confrontación por unos breves momentos pasa a ser física antes de que Kirk la interrumpa, advirtiendo a las partes implicadas que deben mantener el orden en su nave.
Mientras tanto, Uhura ha detectado una transmisión codificada enviada al Enterprise por una veloz nave justo dentro del alcance máximo de los sensores. Poco después, el embajador tellarita Gav es encontrado asesinado (supuestamente por el método vulcano de Tal-Shaya), haciendo parecer a Sarek como un sospechoso. Durante el interrogatorio, Sarek sufre un ataque cardíaco y es llevado de urgencia a la enfermería, donde McCoy determina que requerirá una cirugía de urgencia. Dada la escasez del tipo de sangre de Sarek, que es relativamente raro dentro de los vulcanos, Spock se ofrece voluntario para donar sangre para la operación, usando un procedimiento experimental para aumentar su producción de sangre.
Al mismo tiempo, un miembro de la delegación de Andoria, Thelev, ataca y acuchilla al capitán Kirk. Kirk queda seriamente herido y es llevado a la enfermería mientras que Thelev es aprisionado y encerrado en un calabozo. De acuerdo a las normas, a pesar de las objeciones de McCoy y Amanda, Spock detiene su participación en el procedimiento de Sarek y asume el mando del Enterprise, ya que la situación es demasiado crítica para dejar el mando en manos de un oficial con menos experiencia.
Kirk se recobra lo suficiente como para pretender que se encuentra bien, y con el apoyo reticente de McCoy, regresa al puente para relevar a Spock y ordenarle que regrese a la enfermería. Mientras Uhura intercepta otra transmisión codificada desde el Enterprise y la sigue a su fuente en el calabozo, Kirk decide permanecer al mando en su debilitado estado. Cuando Thelev es examinado se descubre que sus antenas son falsas y esconden un pequeño transmisor: Thelev no es andoriano sino que ha sido alterado quirúrgicamente para parecer uno.
La nave desconocida se acerca para atacar al Enterprise, moviéndose a alta velocidad; mucho más rápido de lo que el Enterprise puede fijar sus armas en ella. Kirk ordena que Thelev sea traído al puente y lo interroga acerca de sus motivos y de los de la nave que los está atacando, pero Thelev se muestra evasivo. El ataque en desarrollo daña al Enterprise y Kirk decide realizar un engaño, apagando todas las fuentes de energía interna para hacer que el Enterprise parezca dañado. Esto atrae al atacante a una aproximación más lenta y el Enterprise lo daña con un contraataque con fáser sorpresivo. La nave atacante dañada se autodestruye, y Thelev revela que tanto él como la nave están en una misión suicida, luego colapsa y muere por efecto de un veneno de acción retardada.
Kirk regresa a la enfermería para recobrarse, y se encuentra con Spock y Sarek en buena salud ya que la cirugía fue todo un éxito. Spock especula que tanto Thelev como la nave atacante eran de Orión, y que la velocidad y poder de la nave atacante eran consistente con una misión suicida, con toda la energía usada para atacar y nada para la defensa. Tanto Kirk como Spock suponen que la misión de Thelev a bordo del Enterprise era sembrar la desconfianza entre los miembros de la Federación y debilitar al Enterprise (asesinando a Kirk) antes del ataque. Para apoyar esta teoría (el tema permanece sin probar al acabar el episodio, aunque se sugiere que una autopsia de Thelev lo confirmaría) de que Orión ha estado incursionando sobre Coridan para robar dilitio y se beneficiaría grandemente al vender el valioso mineral a ambos lados en una guerra civil dentro de la Federación. Amanda le pide a Sarek que le agradezca a Spock el salvarle la vida, pero Sarek sólo se encoge de hombros y dice que era el único camino lógico posible. Amanda se enoja con las costumbres vulcanas, Spock dándose cuenta de su temperamento le pregunta a Sarek de por qué se casó con ella. A lo que Sarek responde "era la cosa lógica a hacer", Amanda se da cuenta de que realmente están bromeando con ella. McCoy pierde la paciencia con la discusión y toma ventaja de su autoridad médica sobre sus pacientes y les ordena a todos que se callen, lo que lo deja muy contento ya que ha dicho "la última palabra".

## Remasterización del aniversario de los 40 años
Este episodio fue remasterizado y exhibido por primera vez el 3 de febrero de 2007 como parte de la remasterización por el aniversario de los 40 años de la serie original. Fue precedido una semana antes por Pues el mundo es hueco y yo he tocado el cielo y seguido una semana más tarde por La máquina del Juicio Final. Además del audio y video remasterizado, y todas las animaciones de la USS Enterprise realizadas por CGI que es el estándar de todas las revisiones, los cambios específicos para este episodio son:
- El planeta Vulcano fue retrabajado para que apareciera con características más reales y con aspecto más cercano a como aparece en Enterprise.
- Hay una nueva secuencia para la llegada del transbordador que trae a Sarek a bordo de la nave, en particular la llegada a la cubierta del hangar. Se puede ver a la tripulación en las galerías de observación.
- La nave de Orión está mejor detallada pero retiene su efecto giratorio. Cuando se autodestruye hay un patrón más real de la dispersión de los restos. Hay una toma mostrando el punto de mira del fáser cuando se está tratando de fijar a la nave de Orión para dispararle cuando ésta se aleja.

## Continuidad de la serie
Se revela que cuando era un niño, Spock tenía una mascota, un sehlat (un animal vulcano descrito como “un gran oso de peluche con colmillos de 15 cm de largo”). La criatura en cuestión (llamada I-Chaya) se ve en el episodio Viaje al pasado de la serie animada. También se puede ver a un sehlat en el episodio La fragua de la serie Star Trek: Enterprise.
Amanda revela que Spock (y Sarek) tienen un apellido Vulcano. Aunque ella dice que la mayor parte de los humanos no lo puede pronunciar. Cuando es presionada por el Dr. McCoy reconoce que puede decirlo sólo “en forma aproximada y después de mucha práctica”.